# Жирар, Кристин
Кристин Жирар (фр. Christine Girard; род. 3 января 1985, Эллиот-Лейк, Онтарио) — канадская тяжелоатлетка, олимпийская чемпионка. Она соревнуется в весовой категории до 63 кг. Став олимпийской чемпионкой в Лондоне, Кристина стала также первой канадской медалисткой в тяжёлой атлетике. Она также выиграла Игры Содружества и Панамериканские игры в своей весовой категории. Она держит рекорд игр Содружества и отчет Панамериканских игр в толчке.

## Карьера
Кристин Жирар и три её сестры увлеклись тяжёлой атлетикой, когда переехали в Квебек. Она начала рано тренироваться и приняла участие в первом провинциальном соревновании, когда ей было 12 лет. Жирар стала членом сборной в 2001 году в возрасте 16 лет, дебютировав на соревнованиях в Греции. В 2002 году она выиграла бронзовую медаль на Играх Содружества. В 2006 году она улучшила этот результат, выиграв серебро.
На чемпионате мира среди студентов 2006 года она завоевала бронзовую медаль. Затем она выиграла серебро на Панамериканских играх 2007 года. На чемпионате мира по тяжелой атлетике 2007 года подняла в общей сложности 221 кг и заняла восьмое место. Затем Жирар приняла участие в летней Олимпиаде 2008 года, заняв четвертое место с результатом 228 кг, уступив 3 кг бронзовому призёру.

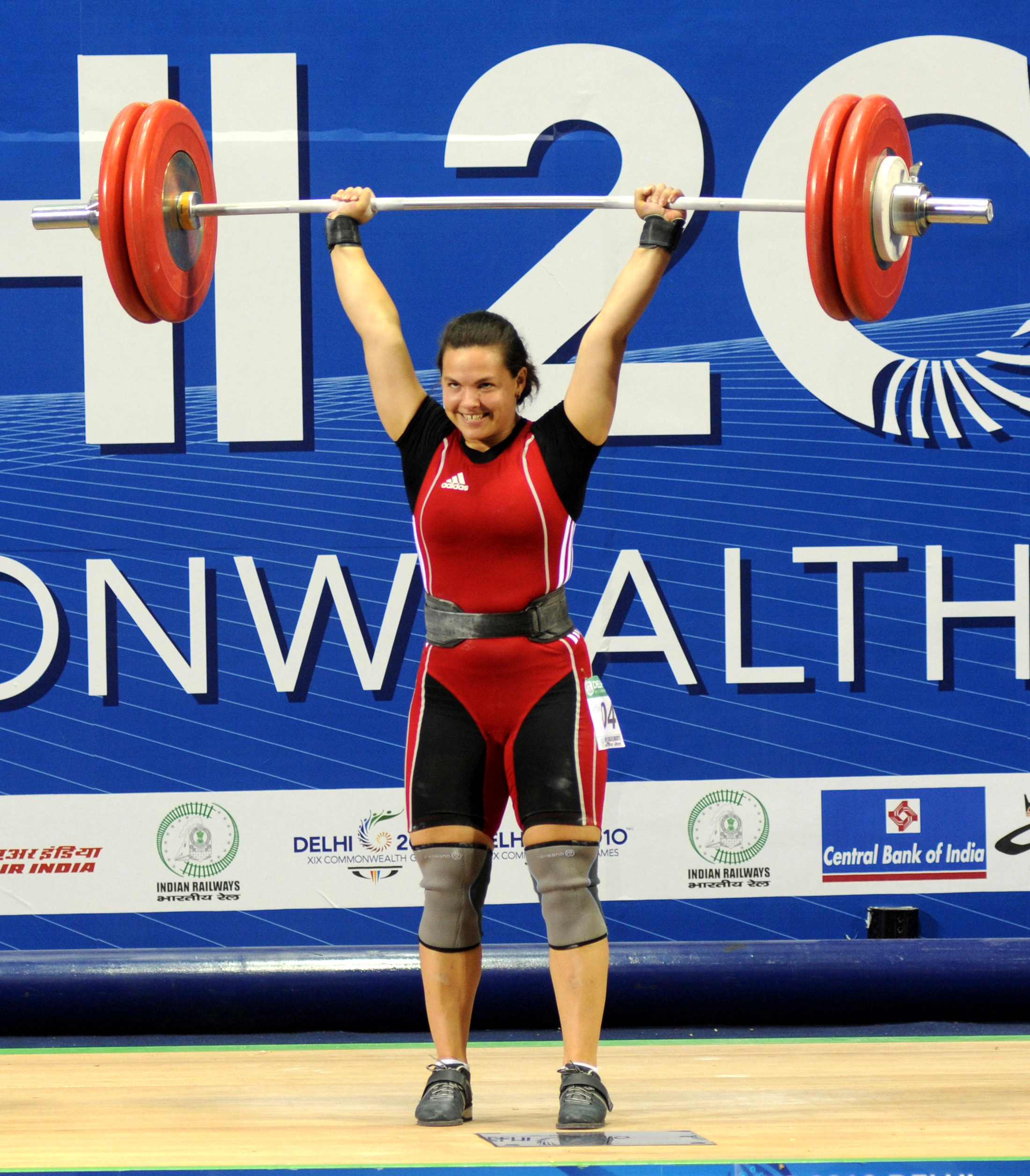
Жирар на Играх Содружества 2010 года

Жирар выиграла золотую медаль на Играх Содружества 2010 года в Дели и собрала полную коллекцию медалей Игр Содружества. На пути к завоеванию своего золота Жирар установила рекорд игр Содружества в рывке (105 кг), в толчке она добавила еще 130 кг, и с общей суммой 235 кг стала чемпионкой. Затем Жирар победила на Панамериканских играх 2011 года в Гвадалахаре.
На летних Олимпийских играх 2012 года Жирар участвовала в весовой категории до 63 кг. Она заняла четвертое место в рывке, затем второе место в толчке, подняв 133 кг. Показанный результат (236 кг) позволил ей стать третьей вслед за тяжелоатлетками из Казахстана и России. Она стала первой канадской женщиной-тяжелоатлетом и третьим тяжелоатлетом вообще, завоевавшей медаль в тяжелой атлетике. Жирар сказала, что завоевание олимпийской медали было одним из двух ее лучших моментов в жизни: «Очень сложно описать то, что я чувствую. Четыре года назад в Пекине я заняла четвертое место, и с тех пор я провела последние четыре года, учась на травмах и различных изменениях в моей жизни, чтобы добиться этого. Все, о чем я думала, это подняться на подиум. Теперь я достигла этого.»
В июле 2016 г. IWF сообщил, что МОК повторно проанализировал допинг-пробы, взятые в 2012 г., и обнаружил запрещенные препараты как у золотого, так и у серебряного призера. Это было подтверждено в 2018 году, после чего в апреле медали были перераспределены. Таким образом, Жирар стала первой олимпийской чемпионкой в тяжелой атлетике из Канады
После повторного анализа Олимпийских игр 2008 года в Пекине в августе 2016 года IWF сообщила, что серебряная медалистка Ирина Некрасова использовала запрещенное вещество. Это было подтверждено в 2018 году, и Жирар была награждена бронзовой медалью. Жирар получила и Пекинскую бронзу, и Лондонскую золотую медаль на церемонии 3 декабря 2018 года в Оттаве.

## Тренерская карьера
Жирар начала тренировать других атлетов по тяжелой атлетике после ее переезда в Британскую Колумбию, когда она готовилась к летним Олимпийским играм 2012 года. По возвращении с Олимпийских игр Жирар стала больше времени уделять тренерскому процессу. Она основала свой собственный клуб по тяжелой атлетике.

## Личная жизнь
Жирар родилась в Эллиот-Лейк, Онтарио, но переехала со своей семьей в Руан-Норанду, Квебек, в 1992 году, когда ей было семь лет. Затем она переехала в Британскую Колумбию в январе 2010 года. 11 июня 2011 года она вышла замуж за своего тренера Уолтера Бэйли. У неё трое детей.